# 亨得利控股
亨得利控股有限公司，簡稱亨得利控股（英語：Hengdeli Holdings Limited；港交所：3389），在1957年當時由北京市政府設立名錶專門店。該公司前身為「新宇亨得利控股有限公司」。
其後在1997年，由張瑜平家族進行收購，到了2002年，和另外上海新宇、上海鐘錶商店，以及其他公司進行組成新宇集團。股份在2005年9月26日於香港交易所主板上市（港交所：3389）。招股價為1.1-1.38港元，发售2.5亿股，集资2.75-3.45亿港元。在未足上市1年，以3.6億港元收購具有歷史價值的，三宝珠宝集团所有權益完成。
到了2007年，斯沃琪集团、LVMH，以及淡马锡控股有限公司，已成為主要策略投資者。